# Gobierno de la Ciudad de Nueva York
El Gobierno de la Ciudad de Nueva York, cuya sede principal esta en el Ayuntamiento de Nueva York en el bajo Manhattan, esta organizado según la Carta de la Ciudad de Nueva York y provee un sistema de gobierno compuesto por un alcalde y un consejo. El alcalde de la ciudad (mayor en inglés) es elegido por un periodo de cuatro años y es responsable de la administración del gobierno de la ciudad. El Consejo Municipal de Nueva York es un cuerpo unicameral de 51 miembros, cada uno elegido por un distrito geográfico usualmente por periodos de cuatro años. Todas las autoridades elegidas -con excepción de aquellas fueron elegidas antes del 2010 que están limitadas a tres periodos consecutivos— están limitadas a dos términos consecutivos. El sistema de cortes consiste en dos cortes con jurisdicción en la ciudad y tres cortes con jurisdicción en el estado.
El gobierno de la Ciudad de Nueva York emplea aproximadamente a 330 000 personas, más que cualquier otra ciudad en los Estados Unidos y más que cualquier estado con excepción de tres: California, Texas, y Nueva York. El gobierno de la ciudad es responsable de la educación pública, las instituciones correccionales, la seguridad pública, la infraestructura recreacional, agua y saneamiento y servicios de beneficencia.
La ciudad de Nueva York consiste de cinco boroughs, cada uno coextensivo con uno de los cinco condados del estado de Nueva York: Brooklyn es el condado de Kings County, el Bronx es el condado del Bronx, Manhattan es el condado de Nueva York, Queens es el condado de Queens, y Staten Island es el condado de Richmond County. Cuando la ciudad fue consolidada en su forma actual en 1898, todos los gobiernos de ciudades, pueblos y condados en ese territorio fueron abolidos en favor de los actuales cinco boroughs con un único gobierno unificado y centralizado. No obstante, cada condado retuvo su propio fiscal de distrito para perseguir crímenes y gran parte del sistema de juzgados está organizado alrededor de los condados. 
La ciudad de Nueva York está dividida entre dos distritos judiciales de orden federal. Los condados del Bronx y Nueva York se encuentran en el Distrito Sur mientras que los condados de Kings, Queens y Richmond están en el Distrito Este, a la vez que ambos distritos tienen competencia conjunta sobre las aguas en sus respectivos distritos.

## Rama ejecutiva
La rama ejecutiva de la ciudad consiste en el Alcalde y varios departamentos, juntas y comisiones. El alcalde también nombra a varios alcaldes delegados para encabezar oficians principales dentro de la rama ejecutiva del gobierno de la ciudad. The City Record es el diario oficial que se publica cada día laborable (excepto feriados legales) y contienen noticias legales producidas por las agencias de la ciudad, y las regulaciones se encuentra compiladas en las Normas de la Ciudad de Nueva York.

### Mayor

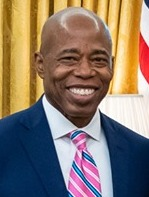
Alcalde Eric Adams

El Alcalde es la autoridad ejecutiva en jefe  de la ciudad y un magistrado, nombre y remueve a todas las autoridades no elegidas y ejerce todos los poderes de la ciudad excepto aquellos que señale la ley, y es responsable por la efectividad e integridad de las operaciones del gobierno de la ciudad. El alcalde es elegido de manera directa por el voto popular para un periodo de cuatro años. Es también responsable de elaborar el presupuesto de la ciudad a través de la Oficina de la Alcaldía de Administración y Presupuesto de la Ciudad de Nueva York, el que es sometido para su aprobación al Consejo Municipal.

## Otras oficinas de la ciudad
Junto con el alcalde, el defensor público y el contralor son las únitas tres autoridades elegidas directamente en la ciudad de Nueva York.

### Defensor Público
El Defensor Público es una autoridad electa con responsabilidad de facilitar las relaciones públicas con el gobierno de la ciudad, investigar quejas sobre las agencias de la ciudad, mediar en la disputa entre las agencias y los ciudadanos, servir como el ombudsman de la ciudad y aconsejar la alcalde en relaciones comunitarias. El Defensor Público es miembro del Consejo. El Defensor Público es el primero en la línea de sucesión de la alcaldía.

### Contralor
El contralor de la Ciudad de Nueva York lleva adelante auditorias contables y de cumplimiento de todas las agencias de la ciudad, sirve como fiduciario de los cinco fondos de pensión que suman un total de 160 mil millones de dólares en activos, provee una supervisión comprensiva del presupuesto de la ciudad y de la resolución efectiva de las quejas contra la ciudad, asegura la transparencia y la rendición de cuentas prevaleciendo los procesos de fijación de salarios y refuerza las leyes de salarios.. El contralor es el segundo, después del Defensor Público, en la línea de sucesión a la alcaldía.

### Non-mayoral agencies
Hay también varias comisiones, juntas, tribunales y oficinas que son independientes de la oficina del alcalde.

## Rama legislativa
El poder legislativo en la ciudad de Nueva York está invetsido en el Consejo Municipal de Nueva York. La Constitución del Estado de Nueva York empodera a los gobiernos locales para adoptar leyes además de las ordenanzas, resoluciones, reglas y regulaciones.

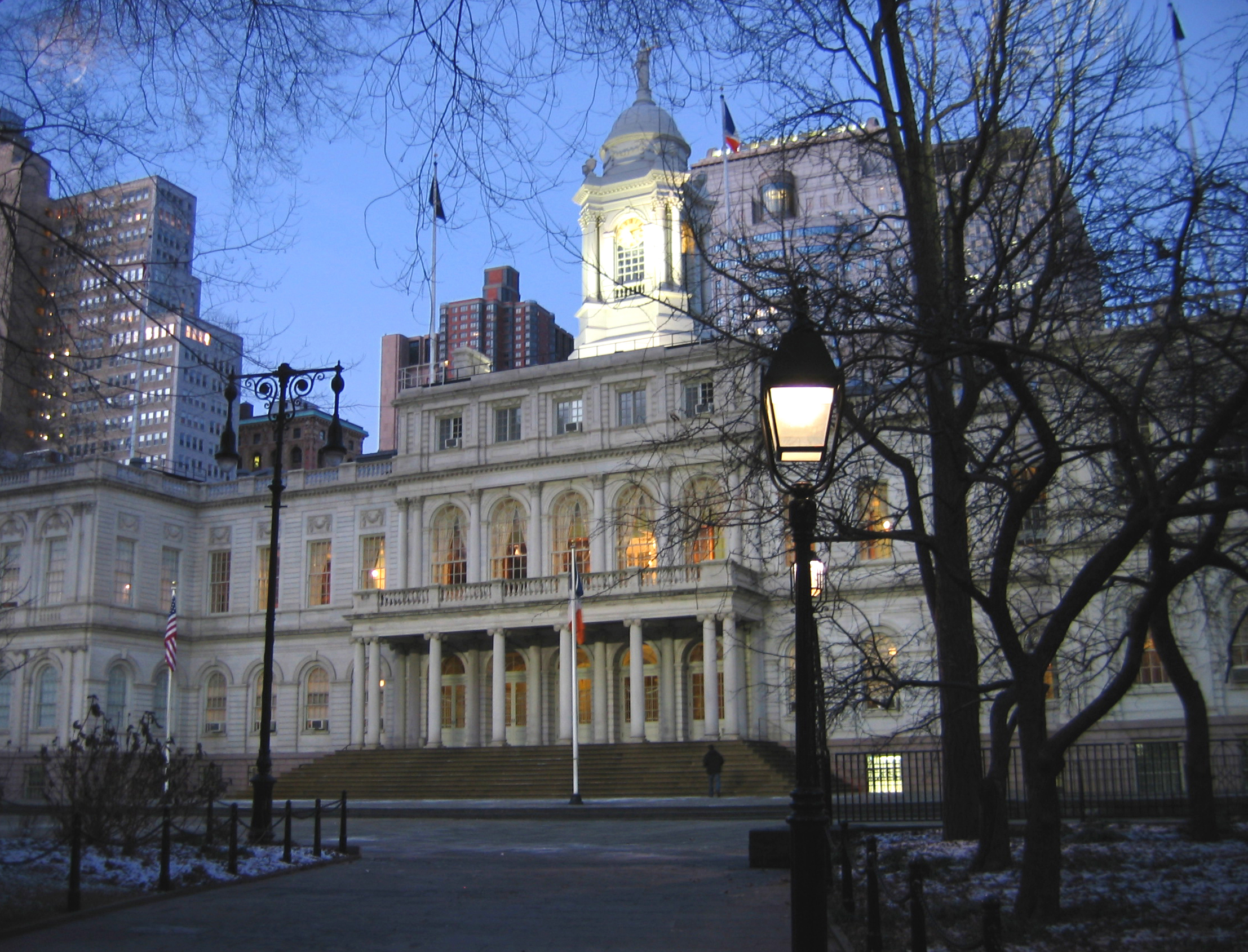
Ayuntamiento de Nueva York, la sede del gobierno de la ciudad

El consejo es un cuerpo unicameral de 51 miembros, cuyos distritos se definieron por límites geográficos de población de tal manera que cada uno contenga aproximadamente 157,000 habitantes. Los miembros del consejo son elegidos cada cuatro años, excepto que luego de los censos que se llevan a cabo cada 20 años, los distritos son redibujados, requiriendo dos términos consecutivos de dos años, el segundo de los cuales se lleva con los nuevos distritos redibujados. El vocero del Consejo, elegido por los 51 miembros, es ususalmente considerado el segundo cargo más poderoso en el gobierno de la ciudad después del alcalde.
Los proyectos aprobados por mayoría simple son enviadas al alcalde, quien podría firmarlas para que se conviertan en leyes. Si el alcalde veta un proyecto, el consejo tiene 30 días para contradecir el veto con una mayoría de dos tercios. Una ley local tiene el mismo estatus de una ley de la Legislatura del Estado de Nueva York (sujeta a ciertas excepciones y restricciones), y es superior a las formas antiguas de legislación municipal como ordenanzas, resoluciones, reglas y regulaciones. Las leyes locales codificadas de la ciudad están cotenidas en el Código Administrativo de la Ciudad de Nueva York.
El consejo tiene varios comités para supervisar varias de las funciones del gobierno de la ciudad. Cada miembro del consejo forma parte de por lo menos tres comités. Los comités se reúnen al menos una vez al mes. El vocero del Consejo, el líder de la mayoría y el líder de la minoría son todos miembros ex officio de cada comité.
Antes de 1990, la ciudad también tenía una poderosa Junta de Estimación, una institución única en su tipo de naturaleza híbrida legislativa-ejecutiva. Aunque no podía aprobar leyes, compartía la autoridad con el consejo sobre la aprobación del presupuesto y controlaba funciones como el uso del suelo, contratos municipales, franquicias y tarifas de agua y desagüe. La membresía de la junta correspondía al alcalde, el contralor, el presidente del Consejo Municipal, y los cinco presidentes de los borough. Los tres oficiales que representaban a toda la ciudad tenían dos votos y cada presidente de borough un voto cada uno. En 1989, la Corte Suprema de los Estados Unidos señaló que la Junta de Estimación era violatoria del principio de "una persona, un voto", debido a la inusual desigualdad de ciudadanos siendo representados por cada presidente de borough. La ciudad, entonces, adoptó su actual composición vía un referéndum.

## Cortes
El sistema unificado de cortes del estado en la ciudad de Nueva York tiene dos cortes con competencia en toda la ciudad, la corte criminal y la corte civil y varias cortes con jurisdicción estatal, la Corte Suprema, la Corte de Sucesiones y la Corte de Familia. A diferencia del resto del estado de Nueva York, los condados de la ciudad de Nueva York no tienen una típica corte de condado. Cada corte de competencia estatal se ubica en cada uno de los cinco condados (boroughs) de la ciudad. Hay también varias cortes administrativa extrajudiciales, que son agencias ejecutivas y no son parte del sistema unificado de cortes..

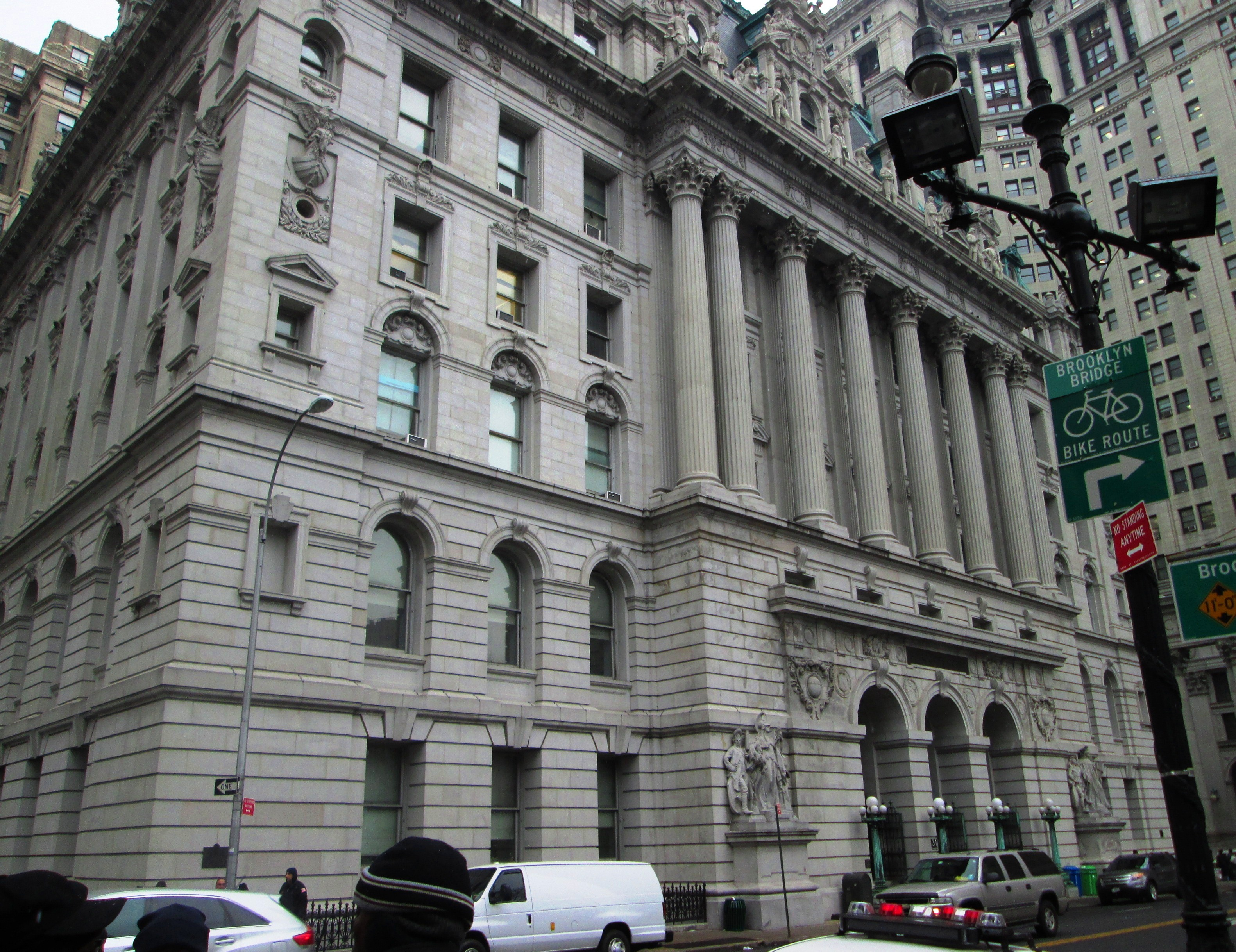
La Surrogate's Courthouse contiene juzgados para la Corte de Sucesiones para el condado de Nueva York.

La Corte Criminal de la Ciudad de Nueva York maneja delitos menores (conductas ilegales que son castigadas con multas o prisión de hasta un año) y ofensas menores, como también "acusaciones" (presentaciones iniciales ante un juzgado luego del arresto) y audiencias preliminares en casos de delitos mayores.
La Corte Civil de la Ciudad de Nueva York decide demandas sobre reclamos por indemnizaciones por daños hasta $25,000 e incluye una pequeña parte de los reclamos por menos de $5,000 así como asuntos de inquilinato y otras materias civiles establecidas por la Corte Suprema. Maneja cerca del 25% de todos los expedientes de las cortes estatales y locales en Nueva York.
Hay también varias otras cortes estatales. La Corte Suprema del Estado de Nueva York es el juzgado de primera instancia de jurisdicción general, que en la ciudad atiende casos de crímenes mayores y casos civiles de importancia. (Casos menores de crímenes o civiles son atendidos en las cortes criminales y civiles, respectivamente). La Corte de Familia del Estado de Nueva York es un tribunal de familia que atiende casos sobre niños y familias. La Corte de Sucesiones de Nueva York es el tribunal testamentario que supervisa la legalización de testamentos y administra las sucesiones. 
Hay también varios tribunales administrativos extrajudiciales. La Oficina de Juicios Administrativos y Audiencias de la Ciudad de Nueva York resuelve asunto para todas las agencias de la ciudad a menos que se disponga lo contrario por orden ejecutiva, norma, ley o se busque acuerdos colectivos. La división de adjudicaciones del Departamento de Finanzas (Oficina de Violaciones en Estacionamientos) resuelven violaciones en estacionamiento y el Tribunal de Apelaciones Tributarias resuelven disputas relativas a impuestos administrados por la ciudad y otros reclamos sobre tasación de bienes raíces, que son resueltos por la Comisión de Impuestos de la ciudad. La oficina estatal de violaciones de tráfico resuelve violaciones de tráfico no relacionadas con vehículos estacionados.

## Gobierno de los boroughs y comunitario
La Ciudad de Nueva York está compuesta por cinco boroughs o condados, colectivamente comprenden 59 distritos comunales.

### Presidentes de los boroughs

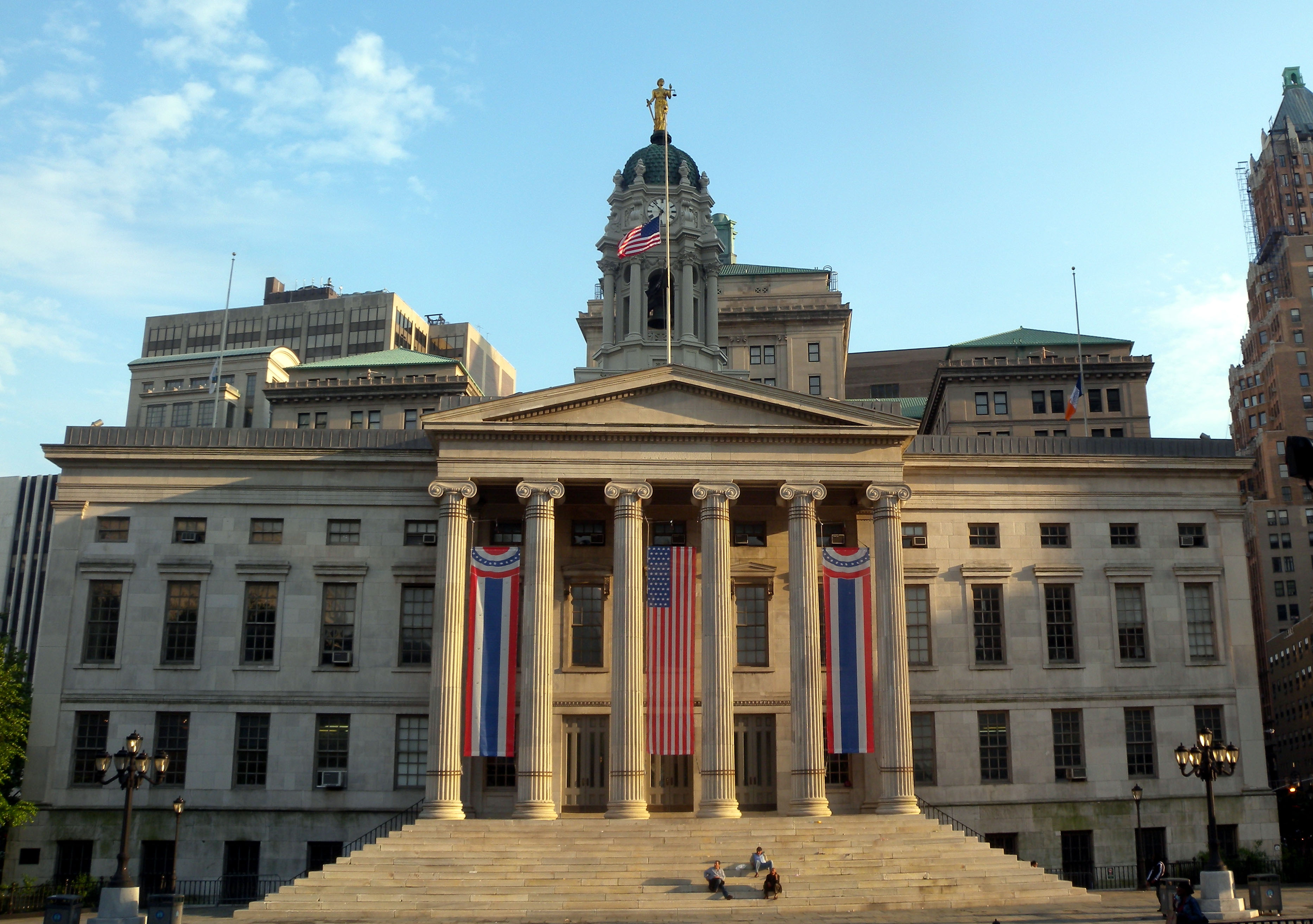
Brooklyn Borough Hall

Cada uno de los cinco boroughs tienen un presidente elegido. Los presidentes de los boroughs pueden introducir proyectos de ley en el consejo municipal, recomendar proyectos de cpaital, mantener audiencias en materias de interés público, hacer recomiendaciones al alcalde y otras autoriades de la ciudad, hacer recomendaciones sobre uso del suelo y planeamiento, y hacer recomendaciones respecto del rendimiento de los contratos para el suministro de servicios en interés de la población de su borough.

### Juntas de los borough
Cada uno de los cinco boroughs tiene una junta del borough. Están conformadas por el presidente del borough, los miembros del consejo municipal por el borough, y el presidente de cada junta comunal del borough. Estas juntas pueden tener audiencias públicas o privadas, adoptar proyectos de ley, preparar planes de propósitos especiales o comprehensivos y hacer recomendaciones para el uso del suelo y planeamiento, mediar disputas y conflictos entre dos o más juntas comunitarias, enviar una declaración comprehensiva sobre los gastos y las prioridades presupuestales y las necesidades, evaluar el progreso de las construcciones importantes y la calidad y cantidad de los servicios provistos por las agencias, y de otras formas considerar el interés del borough.

### Juntas comunales
Cada uno de los 59 distritos comunales tiene una junta comunal compuesta por hasta 50 miembros voluntarios nombrados por el presidente del borough, la mitad de ellos son nominados por miembros del consejo que representan a ese distrito comunal. Las juntas comunales aconsejan sobre uso del suelo y zonificación, participan en la elaboración del presupuesto de la ciudad, y se pronuncian sobre los servicios públicos en su distrito. Las juntas comunales actúan como una entidad consejera y no tienen poder oficial para hacer leyes o hacerlas cumplir.

## Gobierno estatal y de condado

### Fiscales de distrito
Cada uno de los cinco condados de la ciudad de Nueva York elige un fiscal de distrito (DA por sus siglas en inglés) por un periodo de cuatro años, cuyo deber es perseguir todos los crímenes y ofensas conocibles por las cortes del condado. Hay también un sexto DA, la Oficina del Fiscal Especial de Narcóticos, quien no es electo sino nombrado por los otros cinco fiscales de distrito.

### Partidos Políticos
La ley electoral del estado define la estructura de los partidos políticos. Requiere que cada partido tenga un comité y les permite organizar comités en cada condado. Los comités de condado están compuestos por, al menos, dos miembros elegidos de cada distrito electoral (con un máximo de 950-1150 votantes registrados). La ley también permite la elección de líderes de distritos de asamblea. Los comités ejecutivos de los partidos políticos típicamente seleccionan candidatos para las oficinas locales que deben ser ratificados por la asamblea del comité de condado. Muchos partidos pequeños no tienen comités de condado y designan candidatos en el nivel estatal. Las convenciones de nominación judicial de los partidos políticos eligen candidatos a jueces de la Corte Suprema de Nueva York. Candidatos para las oficinas del alcalde, contralor y defensor público son designados de manera conjunta por los cinco comités ejecutivos de cada partido. En la mayoría de casos miembros del partido pueden retar a los candidatos designados por el partido pidiendo una elección primaria.

### Autoridades pública

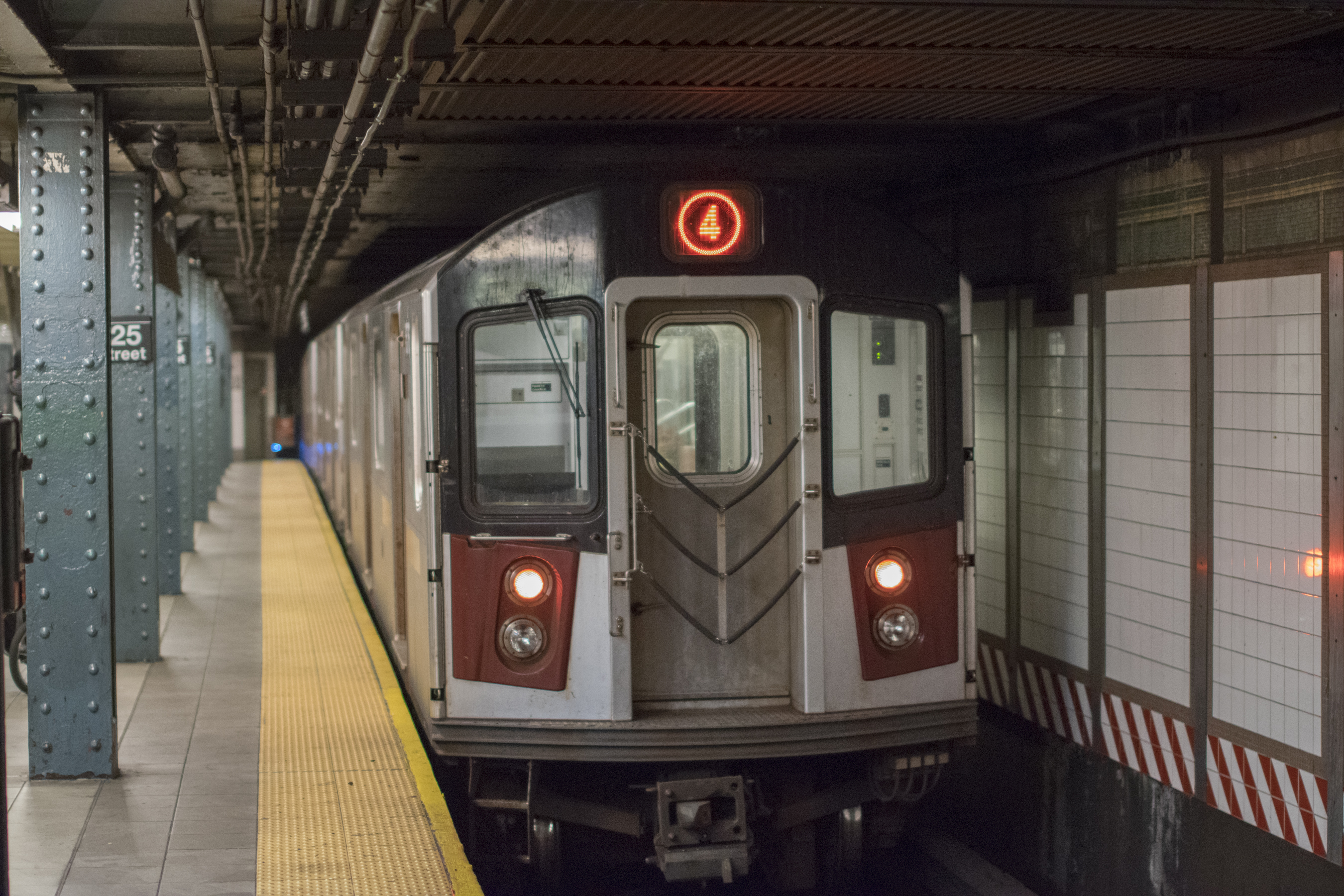
El Metro de Nueva York es administrado por la Autoridad Metropolitana del Transporte (MTA por sus siglas en inglés), que es una Corporación Estatal de Beneficencia Pública.

La Biblioteca Pública de Brooklyn y la Biblioteca Pública de Queens son sistemas de bibliotecas públicas dentro de sus respectivos boroughs. La Biblioteca Pública de Nueva York es una biblioteca privada no gubernamental que sirve al Bronx, Manhattan y Staten Island, que recibe financiamiento del gobierno. La Autoridad de Vivienda de la Ciudad de Nueva York (NYCHA por sus siglas en inglés) provee vivienda pública para residentes de ingresos bajos o moderados. NYC Health + Hospitals (Corporación de Salud y Hospitales de la Ciudad de Nueva York, o HHC por sus siglas en inglés) opera hospitales públicos y clínicas. La Corporación de Desarrollo Económico de la Ciudad de Nueva York (NYCEDC por sus siglas en inglés) es la corporación de desarrollo económico de la ciudad.
La Autoridad Metropolitana del Transporte (MTA por sus siglas en inglés) administra el transporte público en la ciudad a través de su brazo ejecutivo la Autoridad de Tránsito de Nueva York. A pesar de su nombre, la NYCTA por sus siglas en inglés, al igual que el resto de la MTA, fue creado por la Legislatura Estatal New York como una corporación de beneficencia pública, que controlan tanto la legislatura como el gobernador de Nueva York. La MTA también opera el ferrocarril de Staten Island dentro de la ciudad de Nueva York, así como el ferrocarril de Long Island y el ferrocarril Metro–North que son, ambos, líneas de transporte que tienen terminales en la ciudad pero que recorren principalmente los condados suburbanos del Estado de Nueva York y Connecticut.
Otros transportes regionales son administrados por la Autoridad Portuaria de Nueva York y Nueva Jersey, incluyendo los puentes y túneles entre la ciudad de Nueva York y Nueva Jersey, y todos los aeropuertos y puertos marítimos dentro de la ciudad. La Autoridad Portuaria es una agencia operativa de un pacto interestatal controlada conjuntamente por el Gobernador de Nueva Jersey y el Gobernador de Nueva York.

## Heráldica
El escudo de la Ciudad de Nueva York, adoptado en una forma temprana en 1686, lleva la leyenda SIGILLVM CIVITATIS NOVI EBORACI, que significa simplemente "El Escudo de la Ciudad de Nueva York". Eboracum fue el nombre romano para York, la sede titular de Jacobo II como Duque de York. Los dos personajes a los costados representan la unidad entre los nativos americanos y los colonos, las cuatro hojas de molino de viento recuerdan la historia neerlandesa de la ciudad como Nueva Ámsterdam, y los castores y los barriles de harina los primeros bienes de comercio de la ciudad  (ver Historia de la ciudad de Nueva York). El blasón  sobre el escudo es el águila estadounidense, añadida luego de la revolución americana. "1625", la fecha al final, fue escogida para enfatizar las raíces neerlandesas de la ciudad pero ha sido caraterizado como "arbitrario" y "simplemente errado" por famosos historiadores de la ciudad ya que la colonia de Nueva Ámsterdam fue establecida en 1624.
La bandera de la ciudad de Nueva York fue adoptada en 1915. Sus bandas azul, blanca y anaranjado representan los colores de la bandera neerlandesa que flameó sobre la ciudad, entonces Nueva Ámsterdam, entre los años 1620 y 1660. Localizado en el centro se encuentra una impresión en azul del escudo de la ciudad sin su lema en latín.
Hay dos variantes oficiales de la bandera de la ciudad. La versión de la oficina del alcalde añade un arco de cinco estrellas de cinco puntos (representando a cada uno de los cinco boroughs) en azul sobre el escudo, y la versión del Consejo añade la palabra "COUNCIL" ("Consejo" en español) en azul debajo del escudo.